# Tanaka Shuto
Shuto Tanaka (田中秀人 Tanaka Shuto, sinh ngày 8 tháng 11 năm 1985) là một cầu thủ bóng đá người Nhật Bản.

## Thống kê câu lạc bộ
Cập nhật đến ngày 23 tháng 2 năm 2017.
| Thành tích câu lạc bộ | Thành tích câu lạc bộ | Thành tích câu lạc bộ | Giải vô địch | Giải vô địch | Cúp                   | Cúp                   | Cúp Liên đoàn | Cúp Liên đoàn | Tổng cộng | Tổng cộng |
| Mùa giải              | Câu lạc bộ            | Giải vô địch          | Số trận      | Bàn thắng    | Số trận               | Bàn thắng             | Số trận       | Bàn thắng     | Số trận   | Bàn thắng |
| Nhật Bản              | Nhật Bản              | Nhật Bản              | Giải vô địch | Giải vô địch | Cúp Hoàng đế Nhật Bản | Cúp Hoàng đế Nhật Bản | J.League Cup  | J.League Cup  | Tổng cộng | Tổng cộng |
| --------------------- | --------------------- | --------------------- | ------------ | ------------ | --------------------- | --------------------- | ------------- | ------------- | --------- | --------- |
| 2009                  | FC Gifu               | J2 League             | 47           | 1            | 4                     | 0                     | -             | -             | 51        | 1         |
| 2010                  | FC Gifu               | J2 League             | 29           | 2            | 0                     | 0                     | -             | -             | 29        | 2         |
| 2011                  | FC Gifu               | J2 League             | 36           | 2            | 1                     | 0                     | -             | -             | 37        | 2         |
| 2012                  | FC Gifu               | J2 League             | 37           | 0            | 1                     | 0                     | -             | -             | 38        | 0         |
| 2013                  | FC Gifu               | J2 League             | 29           | 2            | 0                     | 0                     | -             | -             | 31        | 2         |
| 2014                  | FC Gifu               | J2 League             | 19           | 0            | 0                     | 0                     | -             | -             | 19        | 0         |
| 2015                  | Kagoshima United FC   | JFL                   | 16           | 2            | 1                     | 0                     | -             | -             | 17        | 2         |
| 2016                  | Kagoshima United FC   | J3 League             | 28           | 1            | 1                     | 0                     | -             | -             | 29        | 1         |
| Tổng                  | Tổng                  | Tổng                  | 241          | 10           | 8                     | 0                     | -             | -             | 249       | 10        |